# Соколов Олександр Вікторович
Олекса́ндр Ві́кторович Соколо́в (1988—2022) — старший солдат Збройних Сил України, учасник російсько-української війни, який загинув під час російського вторгнення в Україну.

## Життєпис
Народився 23 жовтня 1988 року на Черкащині. Мешкав у смт Цвіткове Черкаського району Черкаської області.
Під час російського вторгнення в Україну був старшим солдатом, номером обслуги кулеметного взводу 72-ї окремої механізованої бригади імені Чорних Запорожців. 
Загинув 26 червня 2022 року під час запеклого бою на Донеччині. Похований на батьківщині.

## Нагороди
- орден «За мужність» III ступеня (2022) (посмертно) — за особисту мужність і самовіддані дії, виявлені у захисті державного суверенітету та територіальної цілісності України, вірність військовій присязі[3].